# Janet Gaynor
Janet Gaynor (nacida Laura Augusta Gainor; Filadelfia, 6 de octubre de 1906-Palm Springs, 14 de septiembre de 1984) fue una actriz estadounidense ganadora del premio Óscar.
Considerada la sucesora de Lillian Gish, Janet Gaynor fue una de las mayores estrellas del cine entre finales de la época muda y el principio del cine sonoro. Actriz de aspecto frágil, desempeñó a menudo papeles de chica ingenua y dulce, lo que estaba lejos de la realidad, en la que se manifestó como una avispada mujer de negocios.
Debutó en el cine mudo en los años 20 interviniendo en producciones de Hal Roach. Alcanzó gran popularidad a finales del decenio gracias a películas como The Johnstown Flood (1926), un título dirigido por Irving Cummings, El séptimo cielo (1927) de Frank Borzage, Amanecer (1927) de F. W. Murnau, o El ángel de la calle (1928), otra película dirigida por Borzage.
Gracias a estas tres últimas interpretaciones, Janet fue premiada en la primera ceremonia de los Premios Óscar con el premio a la mejor actriz. Las otras candidatas eran Louise Dresser por A ship is coming in y Gloria Swanson por La frágil voluntad.
Fue la primera actriz en ser galardonada con el Oscar a la mejor actriz en 1927-28, por su interpretación de El séptimo cielo, El ángel de la calle y Amanecer. Volvió a ser nominada en 1937 por su papel en la película Ha nacido una estrella.
En cuanto a su vida sentimental, Janet Gaynor se casó en tres ocasiones. La primera vez en 1929, con Jesse Lydell Peck, de quien se divorció en 1933. La segunda con el conocido diseñador de vestuario Gilbert Adrian, con quien estuvo casada entre 1939 y 1959, año de la muerte de Adrian. Su tercera boda fue con el productor Paul Gregory, con quien contrajo matrimonio en 1964.
Precisamente con Gregory iba en el taxi que llevaba a la pareja, a su amiga la actriz Mary Martin, madre del actor Larry Hagman y al representante de esta, Ben Washer, cuando sufrieron un fatal accidente que acabó con la vida de Washer y dejó gravemente herida a Janet. Era 1982, dos años después, el 14 de septiembre de 1984, moría a la edad de 77 años.

## Filmografía (parcial)
- 1926:
  - El águila azul ("The Blue Eagle")
  - La hoja de trébol ("The Shamrock Handicap")
- 1927:
  - El séptimo cielo ("7th Heaven")
  - Amanecer ("Sunrise")
- 1928: El ángel de la calle ("Street Angel")
- 1929: Estrellas dichosas ("Lucky Star")
- 1931:
  - The Man Who Came Back
  - Deliciosa ("Delicious")
- 1933: La feria de la vida ("State Fair")
- 1935: Contrastes ("The Farmer Takes a Wife")
- 1936: Una chica de provincias ("Small Town Girl")
- 1937: Ha nacido una estrella ("A Star is Born")

## Premios y distinciones
Premios Óscar
| Año  | Categoría    | Película                                       | Resultado |
| ---- | ------------ | ---------------------------------------------- | --------- |
| 1928 | Mejor actriz | El séptimo cielo El ángel de la calle Amanecer | Ganadora  |
| 1938 | Mejor actriz | Ha nacido una estrella                         | Nominada  |